# Leucoraja circularis
Leucoraja circularis es una especie de pez de la familia de los Rajidae en el orden de los Rajiformes.

## Morfología
Los machos pueden llegar a alcanzar los 120 cm de longitud total y las hembras 117.

## Reproducción
Es ovíparo y las hembras ponen huevos envueltos en una cápsula córnea.

## Alimentación
Come animales bentónicos. 

## Hábitat
Es un pez de mar y de aguas profundas que vive entre 70-676 m de profundidad.

## Distribución geográfica
Se encuentra en el Océano Atlántico oriental: Islandia

## Observaciones
Es inofensivo para los humanos. 